# Magdalena Guillema de Württemberg
Magdalena Guillema de Württemberg (en alemany Magdalena Wilhelmine von Württemberg) va néixer a Stuttgart el 7 de novembre de 1677 i va morir al castell de Karlsburg el 30 d'octubre de 1742. Era una noble alemanya, filla de Guillem Lluís de Württemberg (1647-1677) i de Magdalena Sibil·la de Hessen-Darmstadt (1652-1712).

## Matrimoni i fills
Per tal d'enfortir els lligams entre les cases del Gran Ducat de Baden i de Württemberg, el 27 de juny de 1697 es va casar amb el príncep hereu de Baden Carles Guillem de Baden-Durlach (1679-1738), fill de Frederic VII de Baden-Durlach (1647-1709) i d'Augusta Maria de Schleswig-Holstein-Gottorp (1649-1728). Essent bàsicament un matrimoni de conveniències, tan bon punt tingué garantida la descendència masculina la parella es va anar distanciant fins a establir residències diferenciades. El matrimoni va tenir tres fills: 
- Carles Magnus (1701-1712)
- Frederic (1703-1732), casat amb Carlota Amàlia de Nassau-Dietz (1710-1777).
- Augusta Magdalena (1706-1709).

Havent mort el 1738 el seu marit Carles Guillem, i sis anys abans l'únic fill supervivent, Magdalena exercí la regència del qui seria el primer Gran Duc de Baden, Carles Frederic I de Baden.